# Catoblastus
Catoblastus é um género botânico pertencente à família Arecaceae.

## Espécies
- Catoblastus aequale
- Catoblastus andinus
- Catoblastus angelii
- Catoblastus mesocarpus
- Catoblastus pubescens
- Catoblastus radiatus'

1. ↑  «Catoblastus — World Flora Online». www.worldfloraonline.org. Consultado em 19 de agosto de 2020